# Sonam Kinga
Sonam Kinga, född 1973 är en bhutanesisk skådespelare och forskare vid Centrum för Bhutanska studier  och spelar munken i filmen Travellers and Magicians. Han blev invald i Bhutans nationalråd 2008.

## Filmografi
- 2002 - Travellers and Magicians